# Article 90 de la Constitution belge
L'article 90 de la Constitution belge fait partie du titre III Des pouvoirs. Il organise l'interrègne.
Il date du 7 février 1831 et était à l'origine — sous l'ancienne numérotation — l'article 79. Il n'a jamais été révisé.

## Texte
« À la mort du Roi, les Chambres s'assemblent sans convocation, au plus tard le dixième jour après celui du décès. Si les Chambres ont été dissoutes antérieurement, et que la convocation ait été faite, dans l'acte de dissolution, pour une époque postérieure au dixième jour, les anciennes Chambres reprennent leurs fonctions, jusqu'à la réunion de celles qui doivent les remplacer. 
A dater de la mort du Roi et jusqu'à la prestation du serment de son successeur au trône ou du Régent, les pouvoirs constitutionnels du Roi sont exercés, au nom du peuple belge, par les ministres réunis en conseil, et sous leur responsabilité. »